# Oecusse (Schiff)
Die Oecusse (P101) ist ein Patrouillenboot der Verteidigungskräfte Osttimors, das nach der osttimoresischen Exklave Oe-Cusse Ambeno benannt wurde. Zusammen mit seinem Schwesterboot Atauro bildete es die ersten Marineeinheiten des Landes und ist im Marinestützpunkt Hera stationiert. Die Oecusse wurde 1974 im Arsenal do Alfeite bei Almada/Portugal als erstes Boot der Albatroz-Klasse für die portugiesische Marine gebaut und als Albatroz (P 1162) im selben Jahr am 9. Dezember in Dienst gestellt. Ende der 1990er Jahre wurde bei der portugiesischen Marine damit begonnen, die Albatroz-Klasse durch die Argos- und die Centauro-Klasse zu ersetzen. Im Januar 2002 wurden die Albatroz und die Açor an Osttimor übergeben, die damit die ersten Einheiten der Marine überhaupt bildeten. Weitere Boote der Albatroz-Klasse sind die außer Dienst gestellten Andorinha, Condor, Águia und Cisne.
2008 wurden die Atauro und die Oecusse in Indonesien überholt, doch 2019 waren die beiden Boote in einem so schlechtem Zustand, dass sie an Land gelegt werden mussten.